# Friedrich Eichlam
Friedrich Eichlam, auch Federico (* 1862; † 18. Juli 1911) war ein deutscher Kakteen- und Briefmarkensammler. Sein offizielles botanisches Autorenkürzel lautet „Eichlam“.

## Leben
Eichlam, nach dem einige Pflanzenarten das Epitheton eichlamii erhielten, lebte in Hildburghausen, wo er am 1. Juli 1885 mit Gründung des Hildburghäuser Briefmarkensammlervereins auch dessen Vorsitzender wurde. Er war der Sohn eines Schuhmachers, übernahm aber in jungen Jahren schon das Stickereigeschäft seiner Mutter. 1892 zog er jedoch nach Guatemala, wo er Teilhaber der Firma Clermont & Co. wurde. Als Kakteensammler unternahm er Reisen durch Zentralamerika, von wo er auch neue Arten beschrieb. Seine Reisewege ließen sich bis heute nicht rekonstruieren. Er legte einen umfassenden Kakteengarten für seine Studien an. Seine wenigen erhaltenen Herbarbelege befinden sich im Herbarium des New York Botanical Garden und im United States National Herbarium.
1911 starb er auf der Rückreise von Guatemala nach Europa an Bord des Schiffes Heredia vor den Azoren und wurde seebestattet.